# Испанцы в России
Испанская иммиграция в Россию — миграционное движение из Испании в Российскую Федерацию. Испанцы прибывали в поисках работы в качестве рабочих и подёнщиков, а также в результате возникших в Испании вооружённых движений, которые побудили испанцев эмигрировать в Россию. 
Уже в ХѴIII веке были испанцы в России, например, известно что адмирал Жузеп де Рибас служил в российском флоте, и умер в Санкт-Петербурге в 1800 году под именем Осип Михайлович Дерибас.
Согласно переписи 1897 года, в Российской Империи проживало 138 испано- и португалоязычных жителей (из которых 29 на территории современной Украины), из них 26 селян.
По данным Национального института статистики Испании, на 1 января 2013 года в России проживало 1939 испанцев, из которых 458 значатся в Реестре испанцев, проживающих за рубежом. С 2008 по 2013 год количество испанцев в России увеличилось на 29,92 %. К 2016 году эта цифра выросла до 2230 человек. 
В 2024 году в отчёте об испанском населении за рубежом от 1 января 2024 года  число испанцев в России достигло 2263 человек. 
В настоящее время основными возможностями трудоустройства испанцев в России являются высококвалифицированные инженеры и техники, а также преподаватели испанского языка. Испанцы также едут учиться в российские университеты из-за соглашений, которые у них есть с университетами в Мадриде и Барселоне. Ещё одна особенность испанских иммигрантов заключается в том, что большинство из них женятся на русских.

## Дети из России
Дети из России — это тысячи несовершеннолетних, отправленных в изгнание во время Гражданской войны в Испании из республиканской зоны в Советский Союз между 1937 и 1938 годами, чтобы избавить их от тягот войны. Некоторые вернулись в Испанию между 1956 и 1959 годами, а другие переехали на Кубу в шестидесятые годы, хотя значительная часть населения остаётся в России до настоящего времени. По данным архива Испанского центра в Москве, по состоянию на февраль 2004 года 239 «детей из России» всё ещё числились жителями на территории бывшего Советского Союза. Отчёт получателей экономических выплат Закона 3/2005 за четвёртый квартал 2011 года, подготовленный правительством Испании, включал, что 131 получатель был из России, что составляет 5,93 % от общего числа. В том же квартале 2011 года сообщалось, что 13 испанцев в России воспользовались экономическим пособием по старости.